# Lixus pulverulentus
Lixus pulverulentus е вид бръмбар от семейство Хоботници (Curculionidae). Среща се в западна Палеарктика, включително и в България.

## Разпространение
Lixus pulverulentus е разпространен в западна Палеарктика – в почти цяла Европа, най-северната част на Африка и в югозападна Азия.
В България е често срещан в периода май – юни, до около 500 m надморска височина.

## Външен вид
Това един от най-едрите хоботници у нас, достигащ дължина 10 – 15 mm. Подобно на другите видове от род Lixus – тялото му е силно издължено, почти цилиндрично. Кутикулата му е черна, плътно покрита с микроскопични жълти до оранжеви люспички (видоизменени космици), които лесно опадват, откривайки черния цвят на кутикулата.
Главата е конусовидна, с дълъг цилиндричен хобот, който е малко по-дълъг при женските. Антенките са прикрепени приблизително по средата на хоботчето; третото им членче (първото на флагелума) е 2 – 2,5 пъти по-дълго, отколкото широко. Следващите членчета (без главичката на антенката) дълги приблизително колкото и широки.
Преднегръбът е без пръстеновидно прищъпване отпред, грубо и неравномерно точкуван. Страните му са почти прави, съвсем слабо изпъкнали. Предният ръб на преднегръба, зад всяко око, има издатина, а под нея ръбът е дъговидно извит назад.
Елитрите с успоредни страни, на върха заоблени и без издатина (мукрон). Точкуването на елитрите е подредено повече или по-малко в редици; точките постепенно намаляват размера си към задния край на елитрите; междините между точките оформят вълнообразни изпъкнали напречни ребра, най-ясно изразени в предната част на елитрите.
Краката със сравнително дълги бедра, без зъбчета.

## Жизнен цикъл
Ларвата и имагото са растителноядни.
В България имагото се среща в периода май – юли, на други места може да е активно по друго време. Храни се с разнообразие от растения – Cirsium, Centaurea, Silybum, Malva и др.
Женската снася яйцата си върху стъблата на хранителните растения на ларвата. Това са тревисти или храстовидни растения от сем. Слезови (Malvaceae), например Градинска ружа (Alcea rosea), Горски слез (Malva sylvestris). Ларвата се развива в стъблото, прогризвайки дълги до около 30 cm тунелчета от долу нагоре. Отвън растението изглежда нормално. Често заедно с хоботника се срещат и ларви на сечковци от род Agapanthia, с които се конкурират. Ларвата на сечкото се развива в по-долните части на стъблото и тъй като е по-подвижна и по-голяма, обикновено забавя развитието на хоботника.
Ларвата какавидира в стъблото. От нея излиза имаго, което може да започне второ поколение, а в северна Африка могат да образуват и три поколения годишно.
Имагото от последното поколение презимува, оставайки в изсъхналото стъбло или в почвата.

## Поведение
Подобно на много други хоботници, когато се почувства застрашен, Lixus pulverulentus изпада в състояние на танатоза („вцепенение“), при което често пада от растението на земята, където е труден за откриване – неподвижен и скрит сред тревата.